# Robinsonella mirandae
Robinsonella mirandae är en malvaväxtart som beskrevs av Gómez Pompa. Robinsonella mirandae ingår i släktet Robinsonella och familjen malvaväxter. Inga underarter finns listade i Catalogue of Life.